# Carangoides gymnostethus
Carangoides gymnostethus es una especie de peces de la familia Carangidae en el orden de los Perciformes.

## Morfología
• Los machos pueden llegar alcanzar los 90 cm de longitud total y los 14,5 kg de peso.

## Distribución geográfica
Se encuentra desde las  costas del Mar Rojo y el África Oriental hasta Nueva Caledonia, Ryukyu, la Gran Barrera de Coral  y Tonga.